# Hüneburg (Wechmar)
Die ehemalige Burg  Hüneburg war eine noch im Hochmittelalter bestehende  Befestigungsanlage am Westrand des heutigen Truppenübungsplatz Ohrdruf im Landkreis Gotha in Thüringen.

## Lage
Die Reste der Hangburg (375 m ü. NN) befinden sich etwa vier Kilometer südwestlich von Wechmar, auf einer zur Apfelstädt geneigten Hangfläche innerhalb der Grenzen des heutigen Truppenübungsplatzes.
Im 19. Jahrhundert befand sich als nächstgelegene Siedlung das Gut Hundsbrunn etwa 1,5 km südöstlich. Nahe diesem Gut verlief die Kupferstraße, eine Mittelthüringen in Ost-West-Richtung querende Altstraße in Richtung auf Hohenkirchen. In Sichtweite der Burgstelle passierte die Kupferstraße eine Furt in der Apfelstädt.

## Geschichte
Über die Burg ist wenig bekannt. Sie soll bei einem Feldzug gegen die Thüringer Raubritter im Jahr 1290 zerstört worden sein. In diese Zeitstellung passt ein bedeutender Münzschatz aus mehreren Tausend Brakteaten aus dem späten 13. Jahrhundert, er wurde nahe der Burgstelle (beim Straßenbau?) im Boden gefunden. Wegen ihrer topographischen Nähe zum ehemaligen Gut Hundsbrunn kann sie als Stammsitz der Herren von Hundsbrunn in Betracht kommen.